# MR.BRAIN
《腦科學先生》（ミスター ブレイン）是在2009年5月23日至7月11日，於日本TBS電視台每週六19:56-20:54（日本標準時間）播放的電視劇，由木村拓哉主演，共八回。

## 故事概要
九十九龍介於五年前從工作回家的時候，遇到了嚴重的意外，並瀕臨死亡。在康復期間，為修補腦部的損傷，其右腦急劇發展，並且獲得驚人的思考能力。
隨後，九十九龍介被警察廳科學警察研究所選中，根據獨自的腦科學方法，解決各種各樣的疑案。

## 本作特色
本片的特別之處是在九十九說明有關於腦科學的資訊時，人物和場景會變為生動的3D電腦畫面。

## 用語
- 警察廳科學警察研究所（I.P.S）

分為5個部門：生物學、化學、圖像解析、聲音、腦科學

## 登場人物

### 科學警察研究所（I.P.S）
- 九十九龍介 - （木村拓哉（SMAP）飾）（粵語配音：蘇強文（TVB）、羅偉傑（有線））

腦科學家及腦科學部的主管。性格開朗、經常作弄別人，喜歡吃香蕉，養了一隻叫六三四的長爪沙鼠作寵物。
五年前從事酒店男公關的工作。某日回家途中，因一場嚴重的意外事件，左腦嚴重受損，瀕臨死亡邊緣。
在康復期間，為修補腦部的損傷，其右腦急劇發展，自此擁有驚人的思考能力。為了更加了解自己的腦構造，立志成為腦科學家，學習腦部的知識，在大學獲得優越的成績並畢業。
隨後，被警察廳科學警察研究所選中，根據獨自研究的腦科學理論，解決各種各樣的疑案。
- 由里和音 - （綾瀨遙飾）（粵語配音：曾秀清）

九十九龍介的助手，經常被九十九龍介作弄。
- 船木淳平 - （平泉成飾）（粵語配音：黃子敬）

圖像分析主任。
- 神田純一 - （設樂統（香蕉人）飾）（粵語配音：蕭徽勇）

語音分析主任。
- 浪越克己 - （井坂俊哉飾）（粵語配音：陳廷軒）

行為科學主任，沒有自信。
- 岩淵潔 - （林泰文飾）（粵語配音：劉奕希）

交通科學主任。
- 夏目光男 - （田中裕二（日语：田中裕二 (お笑い芸人)）（爆笑問題）飾）（粵語配音：陳永信（TVB）、鄧肇基（有線））

化學主任。
- 難波丈太郎 - （松本敦（日语：トータス松本）（Ulfuls）飾）（粵語配音：陳欣（TVB）、黃志明（有線））

生物學主任。
- 大内浩一 - （山崎樹範飾）（粵語配音：黃榮璋（TVB）、鄧肇基（有線））

生物學助手，難波的部下。
- 真理子 - （SHIHO飾）（粵語配音：朱妙蘭（TVB）、鄭家蕙（有線））

1樓喫茶室店長。
- 清潔人員 - （木下優樹菜飾）（粵語配音：陳皓宜）

- 佐佐未春 - （大地真央飾）（粵語配音：許盈）

法科學部長。
- 瀨田逸平 - （小林克也飾）（粵語配音：陳曙光）

科警研所長。

### 警視廳
- 林田虎之助 - （水嶋宏飾）（粵語配音：李致林（TVB）、鄧肇基（有線））

搜查一課，警部補。
- 丹原朋實 - （香川照之飾）（粵語配音：李錦綸）

搜查一課，警部。

### 多集出場的角色
- 武井公平 - （市川海老藏 飾）（粵語配音：何承駿）

警視廳組織對策四課，警部。
- 小島秀樹 - （杉本哲太飾）（粵語配音：陳永信）
- 刑事1 - （川村陽介飾）
- 鑑識課員1 - （尾上寛之飾）
- 警視廳管理官 - （奥田達士飾）（粵語配音：張炳強）

### 各集角色及客串演員

#### 第一集
- 女客人 - 戶田惠子（粵語配音：黃鳳英（TVB））
- 女子 - 廣末涼子（粵語配音：林芷筠（TVB）、顧詠雪（有線））
- 船田勉 - 中山裕介（日语：ユースケ・サンタマリア）（粵語配音：張錦江）

警視廳警備部一課，巡查部長。
- 土井健三 - 高嶋政伸（粵語配音：古明華）

產業開發省土木開發局長。
- 土田吾一 - 志賀廣太郎（日语：志賀廣太郎）（粵語配音：譚炳文）

土田建設社長。
- 中野修三 - 沼崎悠（日语：沼崎悠）

產業開發省現事務次官。
- 本間英介 - 町田幸雄（日语：町田幸雄）

產業開發省綜合企劃局長。
- 小峰和彥 - 津田寛治（日语：津田寛治）（粵語配音：葉振聲）

秘書。
- 黑幫 - 阿部亮平

#### 案件說明
- 炸彈案犯人－船田勉：欠下大筆債務，以假炸彈設下爆炸案的騙局，藉機竊取藏在事發地點的財物。
- 殺人犯－土井健三：向開發案的投標業者收賄，暗中洩漏最低投標金額。為了防止事蹟洩漏，將知道內幕的所有人（同單位官員、秘書及自己的妻子）全部滅口。

#### 第二集
- 竹神貞次郎 - GACKT（粵語配音：曹啟謙）
- 宮瀨久美子 - 小雪（粵語配音：黃玉娟）
- 岸川誠司 - 松重豐（粵語配音：盧國權）
- 津村修介 - 神保悟志（日语：神保悟志）（粵語配音：葉振聲）

北千住警署，刑事課，警部補。
- 高田英一 - 福井博章（日语：福井博章）

北千住警署，鑑識課。
- 後藤秀樹 - 平山祐介（日语：平山祐介）
- 杉山幸三 - 石黑英雄

#### 案件說明
- 後藤秀樹案犯人－岸川、津村、高田，後藤在前往與久美子約會的途中，被岸川、津村盤查發生拉扯後意外身亡。
- 殺害岸川、津村、高田的犯人－宮瀨久美子，岸川、津村、高田意外害死後藤秀樹，被善於讀人心計的死刑犯竹神發現，要三人將罪行推給自己，其實另有心計。竹神利用久美子當年想替未婚夫報仇的心態，將三人意外害死後藤秀樹的經過告訴久美子，久美子便用竹神告知的方法，裝扮成竹神的樣子，使用相同的手法殺害三人，將三人的手腳切除。
- 杉山幸三－竹神的瘋狂崇拜者，雖然在案發現場出沒，但他涉入的案子皆為縱火案，與本案無關。

#### 第三集
- 和久井雅和 - 龜梨和也（KAT-TUN）（粵語配音：曹啟謙）
- 後藤惠 - 相武紗季（粵語配音：鄭麗麗）
- 千原醫師 - 小市慢太郎（粵語配音：張錦江）
- 荒木明夫 - 平山浩行（粵語配音：雷霆）
- 日向信一 - 品川徹（日语：品川徹）
- 醫師 - 森山米次（粵語配音：林國雄）

#### 案件說明
- 殺害日向信一的犯人－千原醫生，不滿日向不提拔自己，忽視自己的能力，利用監視器的死角進入庫房，以螺絲起子刺殺了日向。
- 襲擊後藤惠的犯人－和久井雅和，因急需籌措研究費用而接受荒木賄賂，欲將知情的女友惠殺害滅口，但最關鍵時刻停了手，將她推下樓梯，她的頭部受到撞擊，因此失去了記憶。

#### 第四集～第五集（前半）
- 中川優 - 佐藤健（粵語配音：李凱傑（TVB）、杜景煜（有線））
- 中川純 - 木村多江（粵語配音：梁少霞）
- 八木仁 - 東儀秀樹（粵語配音：招世亮）
- 木下莊治 - 貴山侑哉（日语：貴山侑哉）（粵語配音：陳永信）
- 西崎實 - 伊藤努（日语：デビット伊東）（粵語配音：李錦綸）

#### 案件說明
- 殺害西崎實的犯人－中川優，5年前（2004年）強盜殺人犯西崎闖入中川家想侵犯純，西崎被優以重物重擊頭部致死。純將西崎分屍掩埋。
- 殺害木下莊治的犯人－八木仁，八木得知優殺人及純分屍滅跡的真相，已沒有創作靈感的八木，欲將優創作的曲子當作自己的作品，並以此威脅純。純的男友木下不願純繼續被威脅，獨自找八木談判，爭執中反被八木刺殺身亡。

#### 第五集（後半）～第六集
- 秋吉加奈子 - 仲間由紀惠（粵語配音：梁少霞）童年 - 松岡日菜（日语：松岡日菜）
- 松下百合子 - 大澤逸美（日语：大沢逸美）（粵語配音：謝潔貞）

東京都議會議員，加奈子的小學班導。
- 青山幸一 - 六角慎司（日语：六角慎司）（粵語配音：黃榮璋）

15年前事件的綁架犯。
- 坂本良子 - 吉田羊

加奈子的同學，曾經帶頭霸凌加奈子。

#### 案件說明
- 15年前，松下百合子是加奈子的小學班導師，坂本良子是加奈子的同學，青山幸一是綁架加奈子的流氓。百合子對加奈子的要求相應不理、良子不願陪加奈子回家還嘲笑她，因此加奈子獨自一人回家途中，被幸一綁架。對三人懷恨在心的加奈子，15年後先後用手槍槍殺了已成為議員的百合子、到島根縣當年自己被監禁的地點殺了幸一、在小學同學會上槍殺了良子（倉皇逃生的同學中，亦有數人中槍受傷）。
- 加奈子在偵訊時化身三個人格：替加奈子報仇的「俊介」、貪吃的「翔子」及「加奈子」本人。「加奈子」表示自己不記得自己成為「俊介」及「翔子」發生的事，但九十九發現了兩個與證詞矛盾的事：偵訊時「俊介」與「加奈子」都看著監視器；「俊介」與「加奈子」都看著藍色牌子的門。九十九以這兩件事證明了加奈子所謂的「多重人格」並不存在，一切都是演出來的。加奈子為了掩飾自己懦弱的個性，創造了「俊介」及「翔子」增加自己的膽量，犯下了殺人重罪。

#### 第七集～第八集
- 北里陽介 - 上川隆也（粵語配音：伍博民）
- 相澤義之（益田哲也） - 光石研（粵語配音：林保全）

建設公司派遣員工，保全公司員工，被陽介利用。
- 尾崎幸平 - 濱田晃（日语：浜田晃）（粵語配音：林國雄）

曾任職警視廳搜查一課長、刑事部長，現職眾議院議員。
- 尾崎伸一郎 - 鈴木一真（日语：鈴木一真）（粵語配音：陳卓智）
- 菊池大二郎 - 清水紘治（日语：清水紘治）（粵語配音：譚炳文）

原檢察官，現職眾議院議員。
- 川瀨要三 - 大林丈史（日语：大林丈史）（粵語配音：譚炳文）

警察廳副長官。
- 津田義一 - 山田明郷史（日语：山田明郷）（粵語配音：招世亮）

原法官。
- 會場管理人 - 俵木藤汰（粵語配音：陳曙光）
- 劫機男子 - 香取慎吾（SMAP）（粵語配音：陳卓智）

#### 案件說明
- 17年前因一場與人爭執毆打致死案，經過DNA檢驗，北里陽介成為嫌疑犯。監禁中的北里因罹患白血病，當時的搜查一課長尾崎便以捐贈兒子的骨隨為條件要北里認罪。北里的父母因北里認罪而雙雙自殺
17年後心懷怨恨的北里受某人指使，先後殺傷綁架17年前偵辦審理此案的刑警、檢察官及法官（當事人現為國會議員）。
最後九十九對北里說之以理加上警方及時制止，才免除了可能發生的悲劇，17年後的今天經過最新科技的檢驗，發現真正犯人的DNA與北里不同，證實了北里當時是冤枉的，17年前毆打致死案真正的犯人隨即遭到逮捕。
劇中內容暗示著武井公平就是指使北里犯下傷害案件的主謀。

## 播放日期、副題、收視率
| 集數                                            | 播放日期      | 日文副題                                                                         | 中文譯                                                                | 劇本                           | 導演               | 收視率 |
| ----------------------------------------------- | ------------- | -------------------------------------------------------------------------------- | --------------------------------------------------------------------- | ------------------------------ | ------------------ | ------ |
| 第1話                                           | 2009年5月23日 | 史上空前の脳科学ミステリー始動!!! 変人脳科学者VS 連続テロ魔!! 脳を使い瞬間移動!? | 啟動史上空前的神秘腦科學始動装置!!! 特異獨行的腦科學家VS 連續殺人魔!! | 蒔田光治、森下佳子（劇本協助） | 福澤克雄           | 24.8%  |
| 第2話                                           | 2009年5月30日 | 變人脳科学者VS 蘇る美しき幽霊!! 脳トレで人は蘇る!?                               | 特異獨行的腦科學家VS 復活的俊美幽靈!! 腦波能讓人復活嗎!?              | 蒔田光治、森下佳子（劇本協助） | 福澤克雄           | 22.0%  |
| 第3話                                           | 2009年6月6日  | 透明人間が仕掛けた連続殺人!! 脳トレが暴く透明の謎                                | 透明人犯下連續殺人案!! 腦波顯現出的透明之謎                           | 蒔田光治、森下佳子             | 平川雄一朗         | 16.3%  |
| 第4話                                           | 2009年6月13日 | 変人脳科学者VS 天才ピアニスト!! トランプで蘇る白骨死体!?                         | 特異獨行的腦科學家VS 天才鋼琴家!! 撲克牌與復活的白骨遺體!?            | 蒔田光治、森下佳子             | 山室大輔           | 21.0%  |
| 第5話                                           | 2009年6月20日 | 変人脳科学者VS 美しき多重人格者!! 結末はアハ体験!?                               | 特異獨行的腦科學家VS 美麗的多重人格者!! 結局是自身的體驗!?            | 蒔田光治、森下佳子             | 山室大輔、福澤克雄 | 18.5%  |
| 第6話                                           | 2009年6月27日 | 変人脳科学者VS 悲劇の多重人格トリック!! 脳トレは嘘発見器!?                       | 特異獨行的腦科學家VS 悲劇般的多重人格技倆!! 腦波是測謊器!?            | 蒔田光治、森下佳子             | 福澤克雄           | 18.9%  |
| 第7話                                           | 2009年7月4日  | 最終章～ 変人脳科学者VS 最強左脳男!! 脳内に時限爆弾                              | 完結篇～ 特異獨行的腦科學家VS 最強的左腦男!! 腦內的限時炸彈           | 蒔田光治、森下佳子             | 山室大輔           | 18.3%  |
| 第8話                                           | 2009年7月11日 | 終幕～ さらば愛しの変人脳科学者!! 最後の脳トレは笑顔活用法                       | 謝幕～再會吧， 我最愛的腦科學家!! 最後的腦波是笑容活用法              | 蒔田光治、森下佳子             | 福澤克雄           | 20.7%  |
| 平均收視率20.5%（Video Research調查・關東地區） |               |                                                                                  |                                                                       |                                |                    |        |

## 外部連結
- 《MR.BRAIN》 - TBS網站 （页面存档备份，存于）
- 《腦科學先生》 - 台灣緯來日本台官方網站 （页面存档备份，存于）
- 豆瓣电影上《MR.BRAIN》的資料 （简体中文）
- 时光网上《MR.BRAIN》的資料（简体中文）

## 節目的變遷
日本
| 日本 TBS電視台 星期六 19:56          | 日本 TBS電視台 星期六 19:56         | 日本 TBS電視台 星期六 19:56 |
| ------------------------------------ | ----------------------------------- | --------------------------- |
|                                      | （2009.05.23 - 2009.07.11）         |                             |
| 天生妙手 （2009.04.11 - 2009.05.16） | 烏龍派出所 （2009.8.1 - 2009.9.26） |                             |

台灣
| 臺灣 緯來日本台 一番偶像劇 週一至週五晚間十一點 | 臺灣 緯來日本台 一番偶像劇 週一至週五晚間十一點 | 臺灣 緯來日本台 一番偶像劇 週一至週五晚間十一點 |
| ----------------------------------------------- | ----------------------------------------------- | ----------------------------------------------- |
|                                                 | 腦科學先生 （2010.1.25 - 2010.2.4）             |                                                 |
| 交換戀人 （2010.1.11 - 2010.1.22）              | 女僕刑事 （2010.2.5 - 2010.2.19）               |                                                 |
| 週一至週五 21:00至22:00 （首創雙時段撥出）      |                                                 |                                                 |
| 家有花樣男子X6 （2010.1.11 - 2010.1.25）        | 腦科學先生（重播） （2010.1.26 - 2010.2.5）     | 戀上吸血鬼 （2010.2.8 - 2010.2.19）             |
| 週一至週五 22:00至23:00                         |                                                 |                                                 |
| 天才駭客F 2 （2010.8.5 - 2010.8.18）            | 腦科學先生（重播） （2010.8.19 - 2010.8.31）    | 旅館之嫁 （2010.9.1 - 2010.11.12）              |

| 緯來日本台 週一至週五晚上10點 - 睌上12點              | 緯來日本台 週一至週五晚上10點 - 睌上12點       | 緯來日本台 週一至週五晚上10點 - 睌上12點 |
| ----------------------------------------------------- | ---------------------------------------------- | ---------------------------------------- |
|                                                       | 腦科學先生 （2013年5月16日－2013年5月28日）    |                                          |
| PRICELESS人生無價 （2013年5月2日－2013年5月15日）     | 南極大陸 （2013年5月29日 - 2013年6月11日）     |                                          |
| 週一至週五晚上10點 - 睌上11點                         |                                                |                                          |
| CHANGE （2015.10.27 - 2015.11.09）                    | 腦科學先生（重播） （2015.11.10 - 2015.11.19） | 人民之王 （2015.11.23 － 2015.12.02）    |
| 週一至週五晚上11點 - 睌上12點                         |                                                |                                          |
| （2017.08.24－2017.09.06） （2017.09.07－2017.09.13） | 腦科學先生（重播） （2017.09.14 - ）           | —                                        |

香港
| 無綫電視J2台 週六晚上時段 21:30至22:35 11月6日 21:30 - 23:15 12月25日 21:35 - 22:50 | 無綫電視J2台 週六晚上時段 21:30至22:35 11月6日 21:30 - 23:15 12月25日 21:35 - 22:50 | 無綫電視J2台 週六晚上時段 21:30至22:35 11月6日 21:30 - 23:15 12月25日 21:35 - 22:50 |
| ----------------------------------------------------------------------------------- | ----------------------------------------------------------------------------------- | ----------------------------------------------------------------------------------- |
|                                                                                     | Mr. Brain （2010.11.06 - 2010.12.25）                                               |                                                                                     |
| 東京癲狗 （2010.08.21 - 2010.10.23）                                                | 單身情歌 （2011.01.08 - 2011.03.12）                                                |                                                                                     |
| 無綫電視翡翠台 星期一 凌晨劇集時段 （每次播映兩集）                                 |                                                                                     |                                                                                     |
| 東京癲狗 （2012.05.28 - 2012.06.25）                                                | Mr. Brain （2012.07.16 - 2012.08.13）                                               | （2012.08.20 - 2012.09.24）                                                         |

| 韓國 MBCLIFE 週一至週五 00:00~01:00                  | 韓國 MBCLIFE 週一至週五 00:00~01:00                   | 韓國 MBCLIFE 週一至週五 00:00~01:00  |
| ---------------------------------------------------- | ----------------------------------------------------- | ------------------------------------ |
|                                                      | Mr. Brain （第1-2集重播） （2012.09.06 - 2012.09.07） |                                      |
| 最佳愛情（第1-2集） （2012.09.04 - 2012.09.05）      | 愛上巧克力 （2012.09.10 - ）                          |                                      |
| 韓國 MBCLIFE 週末 00:00~01:00                        |                                                       |                                      |
| 히스토리 후 101회 중국 축구의 ‘공한증’ 극복 프로젝트 | Mr. Brain （2012.09.01 - 2012.09.29）                 | 東京DOGS （2012.09.30 - 2012.10.28） |

| 香港 有線劇集台 星期一至五 21:00 - 22:00 | 香港 有線劇集台 星期一至五 21:00 - 22:00 | 香港 有線劇集台 星期一至五 21:00 - 22:00 |
| ---------------------------------------- | ---------------------------------------- | ---------------------------------------- |
|                                          | Mr. Brain （2016.10.14 - 2016.10.26）    |                                          |
| 吸血鬼醫生 （2016.09.08 - 2016.10.13）   | 父女7日變 （2016.10.27 - 2016.11.04）    |                                          |